# Notodusmetia
Notodusmetia is een geslacht van vliesvleugeligen uit de familie Encyrtidae. De wetenschappelijke naam van dit geslacht is voor het eerst geldig gepubliceerd in 1988 door Noyes.

## Soorten
Het geslacht Notodusmetia is monotypisch en omvat slechts de volgende soort:
- Notodusmetia coroneti Noyes, 1988